# Spy Fox
Агент Лис (англ. Spy Fox) — антологія дитячих комп'ютерних ігор «Агент Лис», запущена 2 вересня 1997 року грою «Агент Лис. Операція Сухе Молоко» та закінчена 2001 року грою «Агент Лис. Операція Озон». 
Випущена американською компанією Humongous Entertainment та дубльована російською фірмою «Руссобит-М» у 2000-х роках.

## Персонажі

### В усіх серіях відеогри
- Агент Лис
- Мавпа Пенні
- Професор Квак

### Операція Сухе Молоко
- Говард Г'ю Тетель Уддерлі III
- Вільям Малюк
- Російська Синя

### Деякі Заходи Необхідні
- Наполеон ЛеРоач
- Гігантський Злий Догбот
- Шеф

### Операція Озон
- Пуделі Галоре
- Платон Пушпін